# Brnjača
Bërnjak en albanais et Brnjača en serbe latin (en serbe cyrillique : Брњача) est une localité du Kosovo située dans la commune/municipalité de Rahovec/Orahovac et dans le district de Prizren/Prizren. Selon le recensement de 2011, elle compte 40 habitants.
Selon le découpage administratif du Kosovo, la localité fait partie du district de Gjakovë/Đakovica.

## Histoire
Sur le territoire du village se trouvent les ruines de l'église de la Semaine-Sainte, construite au XIVe siècle ; le site est mentionné par l'Académie serbe des sciences et des arts et est inscrit sur la liste ses monuments culturels du Kosovo.

## Démographie

### Évolution historique de la population dans la localité
| 1948 | 1953 | 1961 | 1971 | 1981 | 1991 | 2011 |
| ---- | ---- | ---- | ---- | ---- | ---- | ---- |
| 13   | 28   | 37   | 20   | 30   | 55   | 40   |

|  |

### Répartition de la population par nationalités (2011)
En 2011, les Albanais représentaient 90,00 % de la population.